# 阿維山
45°41′24″N 7°33′50″E / 45.69000°N 7.56389°E

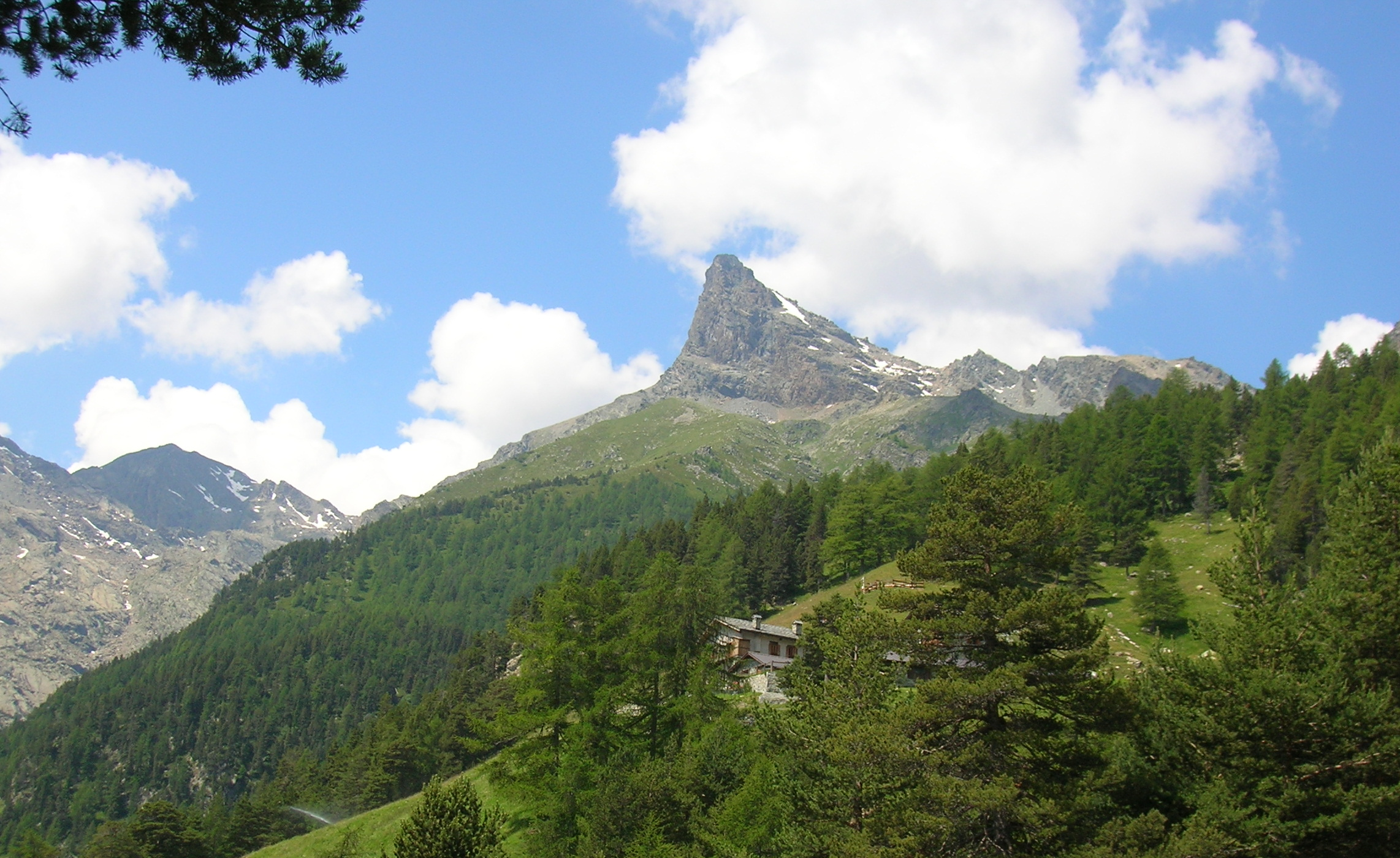

阿維山（義大利語：Mont Avic），是意大利的山峰，位於該國西北部，由瓦萊達奧斯塔大區負責管轄，屬於格拉耶山的一部分，海拔高度3,006米，每年平均降雨量1,358毫米。